# Patrik Södergren
Patrik "Lappen" Södergren, född 9 april 1971, är en svensk bandyspelare, fostrad i Bollnäs GIF där han debuterade som 15-åring. Han kom sedan till Sandvikens AIK där han senare blev svensk mästare, samt världsmästare med svenska landslaget. Säsongen 2008/2009 gjorde han comeback i Sandvikens AIK efter att ha slutat föregående säsong. Sandvikens AIK hade då satsat på unga lovande spelare som Ted Haraldsson, Simon Jansson med flera. Inför säsongen 2009/2010 tvingades han dock lägga bandyutrustningen på hyllan, efter en knäskada .